# Florin Tene
Alexandru Florin Tene (n. 10 noiembrie 1968, București)  este un antrenor român de fotbal, care în cariera de fotbalist a jucat pe postul de portar. A evoluat la cele trei mari formații bucureștene Dinamo, Steaua și Rapid și a adunat și șase meciuri la echipa națională de fotbal a României.
Și-a făcut junioratul la Dinamo București, echipă pentru care a și debutat în Divizia A, la 18 iunie 1987, într-un meci jucat de Dinamo cu Sportul Studențesc. A revenit la Dinamo în 1992, unde a câștigat titlul de campion al României, iar în același an a debutat la echipa națională, într-un meci contra Mexicului. A făcut parte din lotul naționalei României pentru EURO 1996.
După un periplu pe la alte echipe, inclusiv în Turcia, la Karabükspor, în 2001 a revenit la Dinamo, pentru a patra oară, aici încheindu-și cariera.
După retragere, a ocupat postul de antrenor cu portarii la naționala de tineret a României. În martie 2008 a fost decorat cu Ordinul „Meritul Sportiv” clasa a III-a, pentru rezultatele obținute la turneele finale din perioada 1990-2000 și pentru întreaga activitate. În octombrie 2009 a devenit antrenor principal la CS Otopeni, post ocupat până în vara anului 2010. În toamna lui 2010 a ajuns la Sportul Studențesc, mai întâi ca antrenor de portari, apoi din noiembrie 2010 a preluat funcția de antrenor principal.